# 周泽 (1923年)
周泽（1923年10月—2002年11月10日），男，江苏泰兴人，中华人民共和国政治人物，曾任江苏省总工会主席，江苏省人民政府副省长，中共江苏省委副书记。